# Diego Barreto
Diego Daniel Barreto Cáceres, paragvajski nogometaš, * 16. julij 1981, Lambaré, Paragvaj.
Sodeloval je na nogometnemu delu poletnih olimpijskih iger leta 2004 in osvojil srebrno medaljo.